# 宋峻
宋峻（1934年—2023年1月3日），男，中华人民共和国法学家、政治人物，曾任福建省人大常委会副主任，福建省文化经济交流中心副理事长。